# Magique (football)
Pour les articles homonymes, voir Magique.
Judikael Magique Goualy (ou simplement Magique), né le 21 janvier 1993 à Abidjan (Côte d'Ivoire), est un footballeur ivoirien qui évolue au poste d'attaquant au FC Vizela. 

## Biographie
Formé en Côte d'Ivoire au Cissé Institut, club formateur créé en 2006 à Abidjan par l'ex-international ivoirien Souleymane Cissé. Il débarque au Portugal, à l'Académica de Coimbra, il commence sa carrière professionnelle lors de la saison 2011/2012. Lors d'une rencontre de championnat opposant l'Académica au SL Benfica, le 25 février 2012, se soldant par un score de parité nul. Il devient une des grandes valeurs de l'équipe de Coimbra. Joueur rapide, fort physiquement, spécialiste du jeu dans les airs et avec un bon pied gauche, Magique a une énorme marge de progression ce qui fait de lui un joueur prometteur. 
Pourtant en janvier 2014, il est prêté au CD Trofense, qui évolue en deuxième division, il y joue 19 matchs et marque 2 buts. 
De retour en 2013/2014 dans son club formateur, il y marque ses premiers buts et termine la saison avec 3 buts en 18 matchs.

## Carrière
Arrêtées à l'issue de la saison 2014-2015
- 4 saisons en championnat de D.I , 39 matchs 2 buts.
- 1 saison en championnat de D.II , 19 matchs 2 buts.

## Statistiques de joueur

### Synthèse
| Saison                | Club                  | Championnat           | Championnat | Championnat | Coupe(s) nationale(s) | Coupe(s) nationale(s) | Compétition(s) continentale(s) | Compétition(s) continentale(s) | Compétition(s) continentale(s) | Sélection | Sélection | Sélection | Total | Total |
| Saison                | Club                  | Division              | M.          | B.          | M.                    | B.                    | Comp.                          | M.                             | B.                             | Équipe    | M.        | B.        | M.    | B.    |
| 2011-2012             | Académica             | Primeira Liga         | 3           | 0           | 1                     | 0                     | -                              | 0                              | 0                              | -         | 0         | 0         | 4     | 0     |
| 2012-2013             | Académica             | Primeira Liga         | 0           | 0           | 3                     | 0                     | -                              | 0                              | 0                              | -         | 0         | 0         | 3     | 0     |
| Sous-total            | Sous-total            | Sous-total            | 3           | 0           | 4                     | 0                     | -                              | 0                              | 0                              | -         | 0         | 0         | 7     | 0     |
| 2012-2013             | CD Trofense           | Segunda Liga          | 19          | 2           | 0                     | 0                     | -                              | 0                              | 0                              | -         | 0         | 0         | 19    | 2     |
| Sous-total            | Sous-total            | Sous-total            | 19          | 2           | 0                     | 0                     | -                              | 0                              | 0                              | -         | 0         | 0         | 19    | 2     |
| 2013-2014             | Académica             | Primeira Liga         | 16          | 2           | 2                     | 1                     | -                              | 0                              | 0                              | -         | 0         | 0         | 18    | 3     |
| 2014-2015             | Académica             | Primeira Liga         | 20          | 0           | 3                     | 1                     | -                              | 0                              | 0                              | -         | 0         | 0         | 23    | 1     |
| Sous-total            | Sous-total            | Sous-total            | 36          | 2           | 5                     | 2                     | -                              | 0                              | 0                              | -         | 0         | 0         | 41    | 4     |
| 2015-2016             | Şanlıurfaspor         | 1.Lig                 | 8           | 0           | 2                     | 0                     | -                              | 0                              | 0                              | -         | 0         | 0         | 10    | 0     |
| Sous-total            | Sous-total            | Sous-total            | 8           | 0           | 2                     | 0                     | -                              | 0                              | 0                              | -         | 0         | 0         | 10    | 0     |
| 2015-2016             | CD Feirense           | Segunda Liga          | 2           | 0           | 0                     | 0                     | -                              | 0                              | 0                              | -         | 0         | 0         | 2     | 0     |
| Sous-total            | Sous-total            | Sous-total            | 2           | 0           | 0                     | 0                     | -                              | 0                              | 0                              | -         | 0         | 0         | 2     | 0     |
| Total sur la carrière | Total sur la carrière | Total sur la carrière | 68          | 4           | 11                    | 2                     | -                              | 0                              | 0                              | -         | 0         | 0         | 79    | 6     |

Statistiques actualisées le 17/03/2016